# Hazure Waku no "Jōtai Ijō Sukiru" de Saikyō ni Natta Ore ga Subete wo Jūrin Suru made
Hazure Waku no "Jōtai Ijō Sukiru" de Saikyō ni Natta Ore ga Subete wo Jūrin Suru made (ハズレ枠の【状態異常スキル】で最強になった俺がすべてを蹂躙するまで lit. Hasta que yo, que me convertí en la más fuerte con "Habilidad de estado anormal" en el marco perdedor, pisoteé todo?), también conocida como Failure Frame: I Became the Strongest and Annihilated Everything with Low-Level Spells o simplemente Failure Frame en inglés, es una serie de novelas ligeras japonesas escritas por Kaoru Shinozaki. La serie se originó en el sitio web Shōsetsuka ni Narō el 24 de noviembre de 2017, antes de que Overlap la adquiriera y publicara impresa bajo su sello Overlap Bunko con ilustraciones de KWKM el 25 de julio de 2018. Hasta el momento se han lanzado diez volúmenes.
Una adaptación a manga con composición de Keyaki Uchi-Uchi e ilustraciones de Shō Uyoshi comenzó a serializarse en el sitio web Comic Gardo el 26 de julio de 2019, y hasta el momento se ha recopilado en siete volúmenes. Una adaptación al anime producida por Seven Arcs se estrenó el 5 de julio de 2024.

## Argumento
Una diosa convoca repentinamente a Tōka Mimori y a sus compañeros de clase a un mundo de fantasía, para que actúen como héroes. Si bien la mayoría de ellos tienen habilidades excepcionales, Mimori tiene un rango E. Considerándolo inútil, la diosa decide desterrarlo a un calabozo de donde nadie ha regresado nunca. Sin embargo, resulta que sus habilidades son más anormales de lo que parece. Como tal, jura vengarse.

## Personajes
Mimori Tōka (三森 灯河 Tōka Mimori?)
Seiyū: Ryōta Suzuki
El protagonista principal. Tōka nació en una familia cruel donde era maltratado constantemente por sus padres quienes lo usaban para desahogar su ira hasta que lo abandonaron al acumular deudas. Posteriormente fue acogido por sus tíos, quienes curaron las heridas emocionales que Tōka sufrió durante el tiempo que pasó con sus padres y lo motivó a convertirse también en una persona amable para poder pagarles su amabilidad. Se especula que en un período de tiempo, Tōka mató a sus padres. Fue invocado junto a sus compañeros de clase por la diosa Vysis para convertirse en un héroe en otro mundo. Sin embargo, al descubrirse que es de rango E, fue descartado y enviado a morir por la diosa. Después de sobrevivir, Tōka adoptó el nombre de Belzegia, se convirtió en un vengador y comenzó una búsqueda para matar a Vysis. Aunque es un héroe de rango E, supuestamente el rango más bajo, Tōka despertó una habilidad inherente desde su invocación que le permite poner a sus objetivos en un estado anormal o desventaja. Así mismo, es capaz de hacer magia maldita, que es el punto débil de la diosa. Posteriormente crea el Escuadrón Fly King junto con sus aliados, para enfrentarse a Vysis y sus seguidores.
Seras Ashrain (セラス・アシュレイン?)
Seiyū: Saki Miyashita
Fue la exlíder de los caballeros del caído Reino Santo de Neia. Seras nació en la familia real del Reino de los Altos Elfos y pasó su infancia allí. Un día, Seras conoció al espíritu del viento Shylphixia, con quien hizo un contrato, sin embargo, este acto violó las leyes de su tierra natal y fue exiliada por ese motivo. En circunstancias desconocidas conoció a la princesa del Santo Reino de Neia, Cattleya Stramius, quien la aceptó en Neia y se convirtió en su amiga íntima. Seras creció ahí y entró al servicio militar en el cuerpo de Caballeros Sagrados, y con el tiempo su destreza marcial y mágica la hizo ascender al cargo de Capitán Caballero, convirtiéndose en una persona famosa en el continente y conocida como la más fuerte de Neia. Esto evidentemente llamó la atención de Vysis, quien envió una demanda a la realeza de Neia, para que le entregaran a Seras y convertirla en su apóstol. Sin embargo, esta noticia fue recibida con reprobación por el rey Neia y la princesa Cattleya, quienes desobedecieron las órdenes de la Diosa quien en consecuencia aprobó la petición de invasión del Imperio Bakuos y les permitió conquistar Neia. Al final, Seras huyó del país, siendo declarada fugitiva por la Diosa, quien le puso un precio por su cabeza. Conoció a Tōka en el bosque oscuro cuando la perseguía el grupo de mercenarios llamado White Walker y se une a él en su plan de matar a Vysis. En el transcurso de la historia, Seras desarrolla sentimientos hacia Tōka y los dos se convierten en pareja.
Ayaka Sogō (十河 綾香 Sogō Ayaka?)
Seiyū: Karin Nanami
Es la presidenta de la Clase 2-C de la Escuela Ogito y uno de los Héroes del Otro Mundo convocados por la Diosa Vysis. Tenía un gran sentido de la moralidad y luchaba por intentar devolver a todos sus compañeros con vida a su mundo original. Ayaka es una persona amable y justa que no se queda callada ante lo que cree que está mal, como se vio cuando fue la única estudiante que defendió a Tōka del juicio de Vysis y trató de luchar contra ella para ayudarlo. También tiene una mentalidad diligente y disciplinada, practica constantemente las artes marciales de sus antepasados y cree que debe usarlas para proteger a los demás. Como heroína de rango S, posee la habilidad Silver World que le permite invocar una masa plateada líquida que puede cambiar de forma libre y rápidamente, convirtiéndose en cualquier arma que Ayaka necesite y cuenta con una dureza asombrosa. Combinado con sus artes marciales, Ayaka le da a este poder un uso mortal al cambiar rápidamente las armas según sus necesidades y hacerlas volar para obtener más penetración o poder de corte.
Vysis (ヴィシス?)
Seiyū: Ami Koshimizu
Es una diosa que convocó a la Clase 2C al mundo alternativo como Héroes del Otro Mundo para usarlos en la guerra contra el Gran Emperador Demonio y la principal antagonista. Ella envió a Tōka a morir en un calabozo por ser de rango E, motivo por el cual es el objetivo de venganza de Tōka. Aunque es una diosa, tiene un gran dominio e influencia en el gobierno de todas las naciones del continente principal y es temida por muchas figuras poderosas. Vysis tiene una personalidad cruel y manipuladora, estando acostumbrado a utilizar a los demás y descartarlos cuando ya no son útiles. Esto puede verse como cómo controla a sus apóstoles, tomando como rehenes a sus familias, o cómo convoca y luego mata a personas de otros mundos para ganar ventaja en la guerra y la política. La diosa solía sonreír todo el tiempo y actuar como si hubiera sido amable, sin embargo, incluso cuando pone una cara alegre, puede decir palabras crueles e intimidar a los demás como si fuera lo más natural. También parece tener una obsesión por el poder, el control y la autoridad, dominar a los héroes o líderes nacionales de la Santa Alianza. Ella es líder de Espada Heroica, una unidad secreta de guerreros compuesta por jóvenes que creen firmemente en la ideología de la supremacía humana y atacan constantemente a las especies no humanas. Se revela después que Vysis había desechado a Tōka no solo por ser de bajo rango, sino porque es capaz de crear magia maldita, la cual es su punto débil y ha estado persiguiendo a la raza no humana, en específico a la Raza Prohibida y a los usuarios de magia maldita, todo eso para eliminar a todas las personas que pudieran luchar realmente contra ella. Cuando Vysis se entera de que Tōka sigue con vida y este último es mucho más fuerte que los demás héroes y ha hecho que todos se ponga en contra de ella al liberar a los familiares de los apóstoles que Vysis tenía como rehenes, ella hara todo lo posible para matarlo.
Pigimaru (ピギ丸?)
Seiyū: Ayami Tsukui
Es un slime que fue encontrado por Tōka después de abandonar el calabozo al que fue enviado por la diosa. Se convierte en el compañero de Tōka y lo ayuda en sus batallas contra sus enemigos.
Takuto Kirihara (桐原拓斗 Kirihara Takuto?)
Seiyū: Masaaki Mizunaka
Es uno de los tres héroes Clase S convocados junto con la Clase 2C de la Escuela Ogito. Tras ser invocado, se convirtió en líder del Grupo Kirihara, compuesto únicamente por héroes que se interesan en estar en la cima. Por su posición como héroe de rango S, Takuto es arrogante y egocéntrico con lo demás, llamándose a sí mismo un "rey" que puede vencer a enemigos poderosos por sí solo. Posee la habilidad "Destructor de Dragones", que le permite generar gruesos rayos de energía dorada cuyo poder de destrucción y velocidad se han mejorado cada vez que su habilidad sube de nivel. Al escuchar las hazañas de Belzegia (el cual realmente es Tōka), comenzó a sentir envidia de él y declaró que pronto le enseñaría quién es el que realmente merece ser llamado rey.
Shōgo Oyamada (小山田翔吾 Oyamada Shōgo?)
Seiyū: KENN
Es uno de los héroes de otro mundo de la Clase 2C que fueron convocados por la diosa Vysis. Es uno de los miembros del Grupo Kirihara y el mejor amigo del líder, siendo el segundo al mando. Le gustaba intimidar a Tomohiro Yasu, luego de que este accidentalmente le derramara la bebida en su smartphone. Posee la habilidad "Bullet", un poder que le permite cubrir su puño y armas en un aura roja con gran poder de destrucción y que podría usar en rápida sucesión como un combo. Puede aumentar el peso de las personas, haciéndolas más difíciles de mover.
Kobato Kashima (鹿島小鳩 Kashima Kobato?)
Seiyū: Maria Naganawa
Es una de las integrantes de la Clase 2C que fue convocada como Héroes del Otro Mundo por la diosa Vysis. Aunque era una persona amable y casi amiga de Tōka, se sentía impotente y tenía miedo de ayudarlo y lamentó enormemente su "muerte". Más tarde, fue obligada a unirse al Grupo de Asagi. Ella posee la habilidad "Revelar", que le permite ver la ventana de estado de todos los demás héroes, una hazaña solo posible para la Diosa Vysis, de esta manera puede saber cuánto HP o MP les queda, si están bajo buff o debuff y cuánto durarán estos efectos y otro tipo de información.
Asagi Senjō (戦場浅葱 Senjō Asagi?)
Seiyū: Emi Hirayama
Es una de las heroínas de otro mundo de la Clase 2C invocada por la diosa Vysis. Es una persona calculadora y manipuladora que lidera su propio grupo de héroes luego de ser invocada en el mundo alternativo. Ella posee la habilidad "Abeja Reina", que otorga habilidad mejorada a múltiples objetivos. Esta habilidad no sólo fortalece el estado después de ser lanzada una vez, sino que también aumentaría el estado general hasta un cierto valor.
Tomohiro Yasu (安智弘 Yasu Tomohiro?)
Seiyū: Daiki Yamashita
Es uno de los héroes de otro mundo convocados por la diosa Vysis para luchar contra el Gran Emperador Demonio. Originalmente fue víctima de la intimidación por parte de Oyamada, pero después de ser elegido como un héroe de clase A, se volvió arrogante y miserable y comenzó a liderar su propio grupo. Después de los eventos de la Batalla del Castillo Blanco Antidemonio y la guerra del País Lejano, recuperó su humildad y se convirtió en un trotamundos. Posee la habilidad "Laevateinn", que le permite convocar una masa de llamas negras con un gran poder destructivo que podría consumir cualquier cosa a su paso.
Hijiri Takao (高雄聖 Takao Hijiri?)
Seiyū: Saori Hayami
Es una de las integrantes de la Clase 2C que fueron convocadas como héroes por la diosa Vysis. También es la hermana gemela de Itsuki con quien trabaja como dúo en el nuevo mundo. Es la heroína más misteriosa, poseedora de una gran perspicacia y conocimiento, y no se deja controlar por Vysis. La habilidad de Hijiri es "Viento", que tiene una variedad de aplicaciones. Ofensivamente, crea una espada supersónica de aire comprimido, que puede mejorarse con los efectos "Trueno", "Llama" o "Ventisca" para causar daños adicionales por rayos, fuego o frío. También puede usarlo para generar una barrera amplia que detiene ataques a distancia.
Itsuki Takao (高雄樹 Takao Itsuki?)
Seiyū: Kaori Maeda
Es una de los miembros de la Clase 2C y una de los héroes convocados por Vysis. Ella es la hermana gemela menor de Hijiri a quien adora y sigue incondicionalmente y con quien trabaja como dúo después de ser convocada. Posee la habilidad "Cambiador de Relámpagos", que le permite usar la iluminación para luchar, cargarse y mejorar su velocidad y agilidad.
Eve Speed (イヴ・スピード Ivu Supīdo?)
Seiyū: Hitomi Ueda
Es una semi-humana con cabeza de leopardo y la Campeona de Sangre más fuerte del Coliseo de Sangre de Monroy. Ella perdió a su familia cuando unos miembros de Espada Heroica atacaron su aldea. Después de años sola, un día Eve conoció a Lizbeth, una pequeña niña elfa oscura que también había perdido su hogar por la persecución humana y la tomó bajo su cuidado. Las dos rápidamente se convirtieron en una pequeña familia y viajaron juntas por el continente con Eve defendiéndose de los esclavistas y fiscales que vinieron tras ellas. Sin embargo, no tardaron en ser capturadas y llevadas como esclavas a Monroy, la capital del reino. Después de escapar del Reino Urza con Lizbeth, se convirtió en aliada de Tōka y miembro del Escuadrón Fly King. Más adelante, Eve obtiene la capacidad de transformarse en humana.
Lizbeth (リズベット Rizubetto?)
Seiyū: Misaki Watada
Es una huérfana elfa oscura que fue rescatada por Eve Speed y se convirtió en su familia adoptiva. Después de escapar de Monroy, se convirtió en miembro de apoyo del grupo de Tōka que luego se convierte en el Escuadrón Fly King.
Nyantan Kikeepat (ニャンタン・キキーパット Nyantan Kikīpatto?)
Seiyū: Asuka Shioiri
Es una de las Apóstoles de Vysis, siendo la encargada de supervisar el Reino de Urza y al Rey Magister. Fue obligada por Vysis a ser su subordinada cuando ésta secuestró a su hermana menor Nyaki. Después de su regreso al Reino de Alion se convirtió en supervisora de héroes de la Clase 2C y más tarde en la maestra de batalla de las hermanas Takao. Luego de que Nyaki fuera rescatada por el Escuadrón Fly King, Nyantan se vuelve en contra de la diosa.
Civit Garland (シビト・ガートランド Shibito Gātorando?)
Seiyū: Jun'ichi Suwabe
Es el líder de los Caballeros del Dragón Negro del Imperio de Bakuos y su objetivo era capturar a Seras, que huía de él. Aunque es conocido como el más fuerte de la humanidad, encuentra su destino final cuando Tōka lo toma por sorpresa y lo mata junto con su escuadrón.

## Contenido de la obra

### Novela ligera
Hazure Waku no "Jōtai Ijō Sukiru" de Saikyō ni Natta Ore ga Subete wo Jūrin Suru made es escrita por Kaoru Shinozaki. La serie comenzó a publicarse en el sitio web de publicación de novelas generadas por usuarios Shōsetsuka ni Narō el 24 de noviembre de 2017. La serie fue adquirida más tarde por Overlap, quien comenzó a publicar la serie impresa con ilustraciones de KWKM bajo su sello Overlap Bunko el 25 de julio de 2018. Hasta el momento se han publicado diez volúmenes.
En julio de 2020, Seven Seas Entertainment anunció que obtuvo la licencia de las novelas para su publicación en inglés.
| Volúmenes de novelas ligeras publicadas | Volúmenes de novelas ligeras publicadas | Volúmenes de novelas ligeras publicadas |
| Número                                  | Fecha de publicación                    | ISBN                                    |
| --------------------------------------- | --------------------------------------- | --------------------------------------- |
| 1                                       | 25 de julio de 2018                     | ISBN 978-4-86554-372-8                  |
| 2                                       | 25 de diciembre de 2018                 | ISBN 978-4-86554-426-8                  |
| 3                                       | 25 de mayo de 2019                      | ISBN 978-4-86554-494-7                  |
| 4                                       | 25 de octubre de 2019                   | ISBN 978-4-86554-559-3                  |
| 5                                       | 25 de abril de 2020                     | ISBN 978-4-86554-645-3                  |
| 6                                       | 25 de noviembre de 2020                 | ISBN 978-4-86554-782-5                  |
| 7                                       | 25 de mayo de 2021                      | ISBN 978-4-86554-909-6                  |
| 8                                       | 25 de noviembre de 2021                 | ISBN 978-4-8240-0044-6                  |
| 9                                       | 25 de junio de 2022                     | ISBN 978-4-8240-0186-3                  |
| 10                                      | 25 de diciembre de 2022                 | ISBN 978-4-8240-0363-8                  |

### Manga
Una adaptación a manga, con composición de Keyaki Uchi-Uchi e ilustraciones de Shō Uyoshi, comenzó a serializarse en el sitio web de manga Comic Gardo el 26 de julio de 2019. Overlap recopila sus capítulos individuales en volúmenes tankōbon. El primer volumen se publicó el 25 de diciembre de 2019, y hasta el momento se han lanzado siete volúmenes.
En julio de 2020, Seven Seas Entertainment anunció que también obtuvo la licencia de la adaptación del manga para su publicación en inglés.
| Volúmenes de manga publicados | Volúmenes de manga publicados | Volúmenes de manga publicados |
| Número                        | Fecha de publicación          | ISBN                          |
| ----------------------------- | ----------------------------- | ----------------------------- |
| 1                             | 25 de diciembre de 2019       | ISBN 978-4-86554-593-7        |
| 2                             | 25 de junio de 2020           | ISBN 978-4-86554-688-0        |
| 3                             | 25 de diciembre de 2020       | ISBN 978-4-86554-814-3        |
| 4                             | 25 de junio de 2021           | ISBN 978-4-86554-949-2        |
| 5                             | 25 de diciembre de 2021       | ISBN 978-4-8240-0074-3        |
| 6                             | 25 de mayo de 2022            | ISBN 978-4-8240-0199-3        |
| 7                             | 25 de diciembre de 2022       | ISBN 978-4-8240-0374-4        |

### Anime
Se anunció una adaptación de la serie de televisión de anime durante la segunda transmisión en vivo del evento "10th Anniversary Memorial Overlap Bunko All-Star Assemble Special" el 21 de enero de 2024. Está producida por Seven Arcs, en cooperación con SynergySP, y dirigida por Michio Fukuda, con guiones escritos por Yasuhiro Nakanishi, diseños de personajes a cargo de Kana Hashidate y música compuesta por Tatsuhiko Saiki. La serie se estrenó el 5 de julio de 2024 en TBS y BS11. El tema de apertura es «Hazure», interpretado por Chogakusei, mientras que el tema de cierre es «pray», interpretado por Hakubi. Crunchyroll obtuvo la licencia de la serie fuera de Asia. Muse Communication obtuvo la licencia de la serie en el sur y sudeste de Asia.

## Recepción
Rebecca Silverman de Anime News Network elogió el desarrollo del personaje y la política de la escuela secundaria, aunque también sintió que dependía demasiado de los tropos.
En la encuesta Next Big Light Novel Hit de BookWalker, la serie ocupó el noveno lugar en la categoría bunkobon.
La serie tiene 1,1 millones de copias en circulación entre sus lanzamientos digitales e impresos.